# Tabela de conversão de unidades
Este artigo é uma lista de factores de conversão entre uma série de unidades.

## Medidas de área
| Unidade           | Símbolo | Equivalência                     |
| ----------------- | ------- | -------------------------------- |
| barn              | b       | 10−28 m²                         |
| metro quadrado    | m²      | 1 m²                             |
| are               | a       | 100 m²                           |
| acre              | acre    | aprox. 4046m² (aprox. 0,4046 ha) |
| hectare           | ha      | 10.000 m²                        |
| alqueire paulista |         | 2,42 ha                          |
| alqueire do norte |         | 2,72 ha                          |
| alqueire mineiro  |         | 4,84 ha                          |
| alqueire baiano   |         | 19,36 ha                         |
| alqueire goiano   |         | 4,84 ha                          |

## Medidas de volume
| Unidade      | Símbolo | Equivalência    |
| ------------ | ------- | --------------- |
| metro cúbico | m³      | = 1 m³          |
| litro        | l, L    | = dm³ = 10−3 m³ |
| lambda       | λ       | = μl = 10−6 dm³ |
| barril (US)  | US-bl   | ~ 158,987 dm³   |
| galão (US)   | US-gal  | = 3,78541 dm³   |
| galão (UK)   | B-gal   | = 4,546 09 dm³  |

## Medidas de massa
| Unidade                | Símbolo    | Equivalência           |
| ---------------------- | ---------- | ---------------------- |
| quilograma             | kg         | = 1 kg                 |
| massa do elétron       | me         | ~ 9,109 39 x 10−31 kg  |
| Dalton (massa atômica) | Da, u.m.a. | ~ 1,660 540 x 10−27 kg |
| gamma                  | γ          | = 1 dalton             |
| tonelada (métrica)     | t          | = 10³ kg               |
| libra (avoirdupois)    | lb         | = 0,453 592 37 kg      |
| onça (avoirdupois)     | oz         | ~ 28,3495 g            |
| onça (troy)            | oz (troy)  | ~ 31,1035 g            |
| grão                   | gr         | = 64,798 91 mg         |

## Medidas de tempo
| Unidade        | Símbolo | Equivalência              |
| -------------- | ------- | ------------------------- |
| segundo        | s       | 1 s                       |
| u. a. de tempo | u.a.t.  | ~ 2,418 88 x 10−17 s      |
| minuto         | min     | = 60 s                    |
| hora           | h       | = 3600 s                  |
| dia            | d       | = 86400 s (convencionado) |
| semana         | s       | = 7 dias                  |
| mês            | m       | = 30 dias (convencionado) |
| ano            | a       | ~ 31 556 952 s            |
| svedberg       | Sv      | = ~ 10−13 s               |

## Medidas de força
| Unidade            | Símbolo | Equivalência                       |
| ------------------ | ------- | ---------------------------------- |
| newton             | N       | = kg.m.s−2                         |
| dina (unidade cgs) | dina    | = 10−5 N                           |
| u. a. de força     | u.a.f.  | ~ 8,238 73 x 10−8 N                |
| quilograma-força   | kgf     | = 9,80665 N                        |
| libra-força        | lbf     | = 4,45 N = 0,45 kgf = 4,45x10−3 kN |

## Medidas de energia
| Unidade               | Símbolo | Equivalência          |
| --------------------- | ------- | --------------------- |
| joule                 | J       | = 1 N.m = 1 kg.m².s−2 |
| erg (cgs)             | erg     | = 10−7 J              |
| hartree (au)          | Eh      | ~ 4,359 75 x 10−18 J  |
| rydberg               | Ry      | ~ 2,179 87 x 10−18 J  |
| elétron-volt          | eV      | ~ 1,602 18 x 10−19 J  |
| caloria termoquímica  | calth   | = 4,184 J             |
| caloria internacional | calIT   | = 4,1868 J            |
| caloria a 15 oC       | calIT   | ~ 4,1855 J            |
| atmosfera-litro       | atm-l   | = 101,325 J           |
| British Thermal Unit  | Btu     | = 1055,06 J           |

## Medidas de potência
| Unidade      | Símbolo | Equivalência                    |
| ------------ | ------- | ------------------------------- |
| watt         | W       | = 1 J.s−1 = N.m.s−1 = kg.m².s−3 |
| horse power  | hp      | = 745,7 W                       |
| cavalo vapor | cv      | = 0,9863 hp = 735,5 W           |

## Medidas de pressão
| Unidade                              | Símbolo | Equivalência                   |
| ------------------------------------ | ------- | ------------------------------ |
| pascal                               | Pa      | = 1 N.m−2 = 1 kg.m−1.s−2       |
| atmosfera                            | atm     | = 101325 Pa = 101325 N.m−2     |
| bar                                  | bar     | = 105 Pa                       |
| torricelli                           | Torr    | = (101325/760) Pa ~ 133,323 Pa |
| milímetro de mercúrio (convencional) | mmHg    | = 1,000000142 torr             |
| libra por polegada quadrada          | psi     | ~ 6,894 757 x 10³ Pa           |
| milímetro de água                    | mmH2O   | ~ 9,859 503 Pa                 |

## Medidas de viscosidade dinâmica
| Unidade        | Símbolo        | Equivalência |
| -------------- | -------------- | ------------ |
| pascal segundo | Pa.s = N.m−2.s | = kg.m−1.s−1 |
| poise          | P              | = 10−1Pa.s   |
| centipoise     | cP             | = 1 mPa.s.   |

## Medidas de temperatura termodinâmica
| Unidade         | Símbolo | Equivalência      |
| --------------- | ------- | ----------------- |
| kelvin          | K       | = 1 K             |
| grau Celsius    | °C      | = T (K) - 273,15  |
| grau Fahrenheit | °F      | = 1,8 T (oC) + 32 |
| grau Rankine    | °R      | = (9/5) K         |

## Outras medidas
| Unidade | Símbolo | Equivalência                  |
| ------- | ------- | ----------------------------- |
| mol     | mol     | = 6,02214179(30) × 1023 mol−1 |